# ۱۰۶۲ (میلادی)
۱۰۶۲ (میلادی) هزار و شصت و دومین سال تقویم میلادی است.

## درگذشتگان
‎